# 淵上房太郎
淵上 房太郎（ふちがみ ふさたろう、1893年（明治26年）6月2日 - 1976年（昭和51年）2月28日）は、日本の政治家、内務官僚。衆議院議員、官選沖縄県知事。

## 経歴
福岡県出身。淵上仁七郎の長男として生まれる。第一高等学校を経て、1918年、東京帝国大学法科大学政治科を卒業。大蔵省に入省し専売局書記、同副参事を務める。1920年10月、高等試験行政科試験に合格。
1923年、内務省に転じ兵庫県明石郡長に就任。以後、同県川辺郡長、長崎県地方課長、石川県商工水産課長、宮崎県地方課長、三重県学務部長、青森県書記官・警察部長、岩手県書記官・総務部長、大分県書記官・総務部長、広島県書記官・総務部長などを歴任。
1938年6月、沖縄県知事に就任し、1941年1月まで在任。柳宗悦からの批判を受け論争となった標準語励行運動を推進した。
1939年6月に元内閣総理大臣、大日本武徳會會長、林銑十郎陸軍大将以下関係者を招き挙行された大日本武徳會沖縄支部武徳殿開殿式では、大日本武徳會沖縄支部長。
1947年4月、第23回衆議院議員総選挙に福岡県第2区から日本自由党の所属で出馬して当選。炭鉱国管疑獄では、1948年（昭和23年）衆議院不当財産取引調査委員会に証人喚問されている。その後、第24回、第27回総選挙で当選し、衆議院議員を3期務め、衆議院運輸委員長、日本自由党総務、自由民主党沖縄問題特別副委員長などを歴任。
その他、日本医療団理事、福岡燃料（株）社長、南方同胞援護会副会長、沖縄協会副会長などを務めた。

## 著作
- 『ひうが : 歌集』淵上房太郎、1932年。
- 『現代日本と生産方式 : 炭鑛國家管理になぜ反對するか』政經書房、1947年。
- 『「沖縄」の再検討』南方同胞援護会、1957年。
- 『これが沖繩だ! : 米国の指導者に直言する』南方同胞援護会、1957年。
- 『沖縄の施政権 : 返還方式案提唱』淵上房太郎、1965年。

## 栄典
- 1940年（昭和15年）8月15日 - 紀元二千六百年祝典記念章[5]

## 創作作品

### ゲーム
『Call of War』 - オキナワの指導者。